# 约翰·奥沙利文
约翰·路易斯·奥沙利文（英語：John Louis O'Sullivan，1813年11月15日—1895年3月24日）是一位美国专栏作家、编辑和外交官，他在1845年创造了“昭昭天命”一词，推动了美国吞并德克萨斯和俄勒岡鄉域。奥沙利文是当时有影响力的政治作家和民主党倡导者，并在富兰克林·皮尔斯总统执政期间担任美国驻葡萄牙大使。

## 早年生活和教育
约翰·路易斯·奥沙利文出生于1813年11月15日，父亲是约翰·托马斯·奥沙利文，一位爱尔兰裔美国外交官和船长，母亲是英国淑女玛丽·罗莉。据传他出生在直布罗陀海岸附近的一艘英国军舰上。奥沙利文的父亲是归化的美国公民，曾担任美国驻柏柏里海岸的领事。
奥沙利文14岁时就读于纽约哥伦比亚学院，1831年毕业。1834年，他取得硕士学位，并成为一名律师。

## 职业生涯
1837年，奥沙利文在华盛顿创办了《合众国期刊与民主评论》，并担任编辑。该杂志提倡更为激进的杰克逊式民主和民主的美国文学事业。该杂志出版了一些著名的美国作家的作品，包括纳撒尼尔·霍桑、拉尔夫·沃尔多·爱默生、亨利·戴维·梭罗、约翰·格林里夫·惠蒂埃、威廉·卡伦·布莱恩特和沃尔特·惠特曼。奥沙利文是纽约州议会中一位激进的改革者，他领导了废除死刑的运动，但没有成功。到1846年，投资者对他糟糕的管理感到不满，他失去了对杂志的控制权。
奥沙利文创造了“昭昭天命”一词来为美国扩张主义辩护，并参与了将古巴并入美国的运动。他协助纳西索·洛佩斯将军组织了两次对古巴的掠夺，企图将古巴从西班牙统治下解放出来。结果，他分别于1850年在新奥尔良联邦法院和1851年在纽约与其他同谋者一起被控违反《中立法》。第一起案件因三名陪审团无法达成一致意见而撤诉告终。第二起案件于1852年3月开庭审判，奥沙利文被宣判无罪。
奥沙利文反对美国内战的到来，希望能够通过和平方式解决争端，或者和平地将南北分离。战争爆发时，在欧洲的奥沙利文成为邦联的积极支持者。奥沙利文写了许多宣传邦联事业的小册子，并试图从瑞典为邦联海军获得装甲舰。他认为总统的权力过大，各州的权利需要得到保护，以免受到中央政府的侵犯。尽管他早些时候支持“自由土地”运动，但现在他为奴隶制制度辩护，写道“黑人和白人不能和谐相处”。他的行为让包括霍桑在内的一些老朋友大失所望。在内战接近尾声时，奥沙利文呼吁他的南方“战友”焚烧里士满，表示“让每个人都放火烧毁自己的房子”。1879年，奥沙利文从欧洲返回纽约，在那里他一直过着默默无闻的生活，直到1895年去世。

## 扩展阅读
- Sampson, Robert D. "O'Sullivan, John Louis" American National Biography Online Feb. 2000. Access Oct 12 2015
- Sampson, Robert D. John L. O'Sullivan and His Times. (Kent State University Press, 2003) 在线阅读 （页面存档备份，存于）
- Scholnick, Robert J, "Extermination and Democracy: O'Sullivan, the Democratic Review, and Empire, 1837—1840." American Periodicals (2005) 15#2: 123–141.在线阅读 （页面存档备份，存于）
- Widmer, Edward L. Young America: The Flowering of Democracy in New York City. New York: Oxford University Press, 1999. （摘要） （页面存档备份，存于）
- Letters and Literary Memorials of Samuel J. Tilden – Volume 1 – Edited by John Bigelow